# Karol Roloff-Miałowski
Karol Rudolf Roloff-Miałowski (Karol Rolow-Miałowski, Carlos Roloff Mialofsky, Carlos Roloff) (ur. 26 sierpnia 1842 (lub 4 listopada) w Warszawie, zm. 17 maja 1907 w Guanabacoa (dzielnica Hawany)) – generał armii kubańskiej.
W czasach jego dzieciństwa rodzina przeniosła się do Królewca, gdyż jego ojciec był prześladowany za udział w powstaniu listopadowym. W Królewcu Karol ukończył szkołę handlową i odebrał wykształcenie wojskowe. Po śmierci ojca, w 1862 matka z pięcioma synami wyemigrowała do Ameryki. W czasie wojny secesyjnej Karol Rolow wstąpił do armii Północy. W czasie wojny awansował do rangi oficerskiej.
Po wojnie podjął pracę w przedsiębiorstwie handlującym cukrem. W związku z pracą znalazł się na Kubie, początkowo jako księgowy w firmie Bishop. Przez działalność w klubie „El Progreso” (gdzie był skarbnikiem), członkostwo w loży masońskiej „San Juan” oraz kontakty zawodowe nawiązał stosunki z lokalnymi posiadaczami ziemskimi.
Od 1868 był generałem wojsk walczących o wyzwolenie Kuby spod panowania hiszpańskiego.

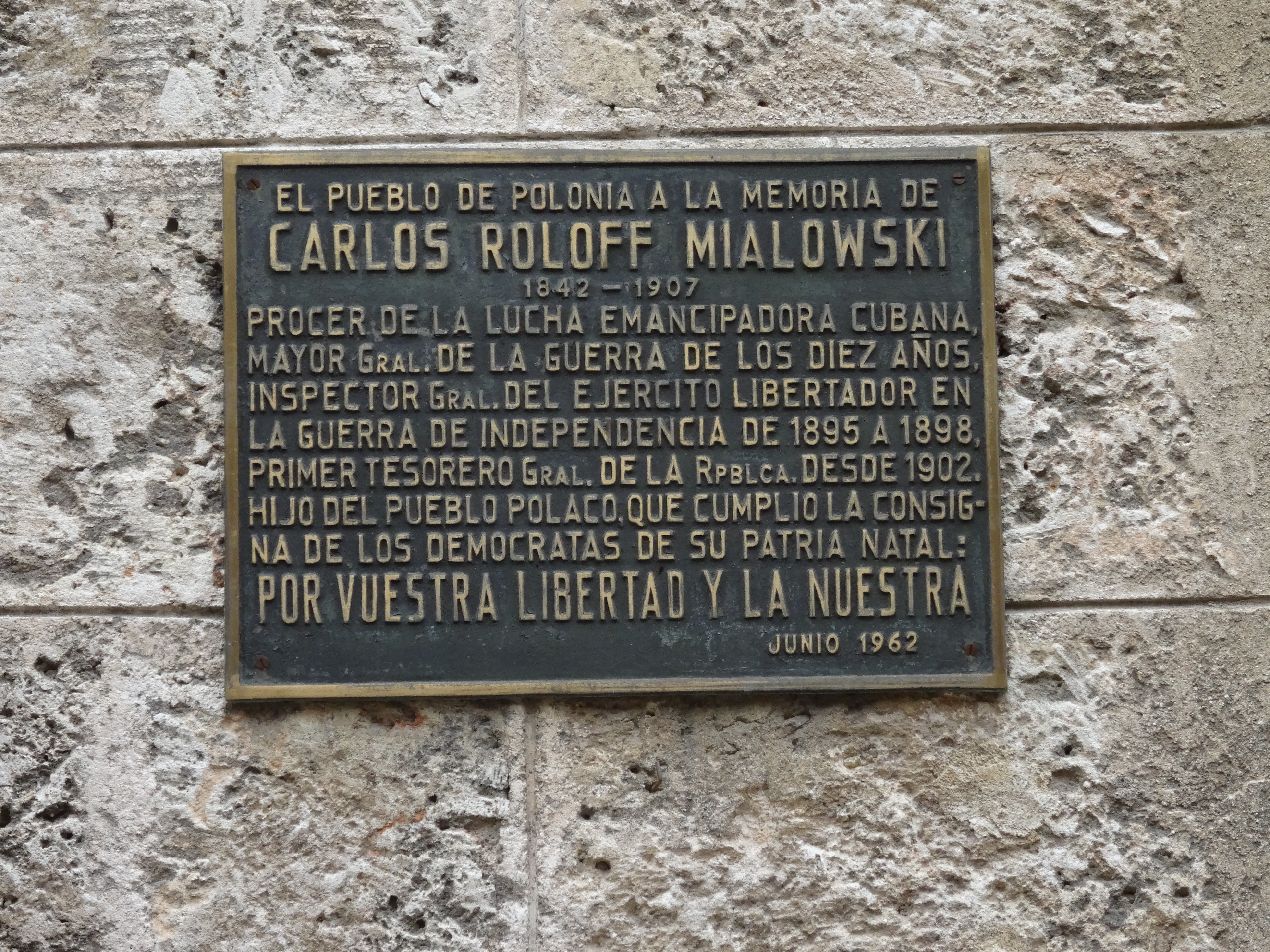
Tablica pamiątkowa poświęcona Miałowskiemu na ścianie Palacio de los Capitanes Generales w Hawanie

W 1878 został zmuszony do opuszczenia Kuby. Udał się do Nowego Jorku. Gromadził broń i amunicję na potrzeby powstańców, prowadził też działalność polityczną (Wydał manifest, wzywający do jedności patriotów i walki o wolną Kubę)
W 1879, na statku wiozącym broń dla kolejnego powstania, dotarł na Jamajkę. Ze względu na stłumienie powstania nie wyruszył na Kubę. Przeniósł się do Hondurasu, gdzie został dyrektorem Banco Central w Amapala. 3 lutego 1883 ożenił się z Galateą Guardiolą, z którą miał później czworo dzieci.
W 1892 wrócił do USA, aby wraz z José Martí tworzyć Kubańską Partię Rewolucyjną i organizować wsparcie dla sił walczących na Kubie. 19 maja 1895 wylądował na Kubie jako dowódca jednej z trzech grup przerzuconych z USA. Wojska pod jego dowództwem zwyciężały w walkach z Hiszpanami a jemu powierzano coraz wyższe stanowiska. 4 maja 1898 roku został mianowany Inspektorem Generalnym Armii Wyzwoleńczej.
Po zakończeniu wojny traktatem paryskim (10 grudnia 1898), Carlos Roloff-Miałowski, rozczarowany jej wynikiem (uzależnienie Kuby od USA) wystąpił z Kubańskiej Armii Wyzwoleńczej (wówczas już likwidowanej).
22 marca 1901 został Skarbnikiem generalnym Republiki Kuby (ministrem skarbu) i pozostał na tym stanowisku do końca życia.

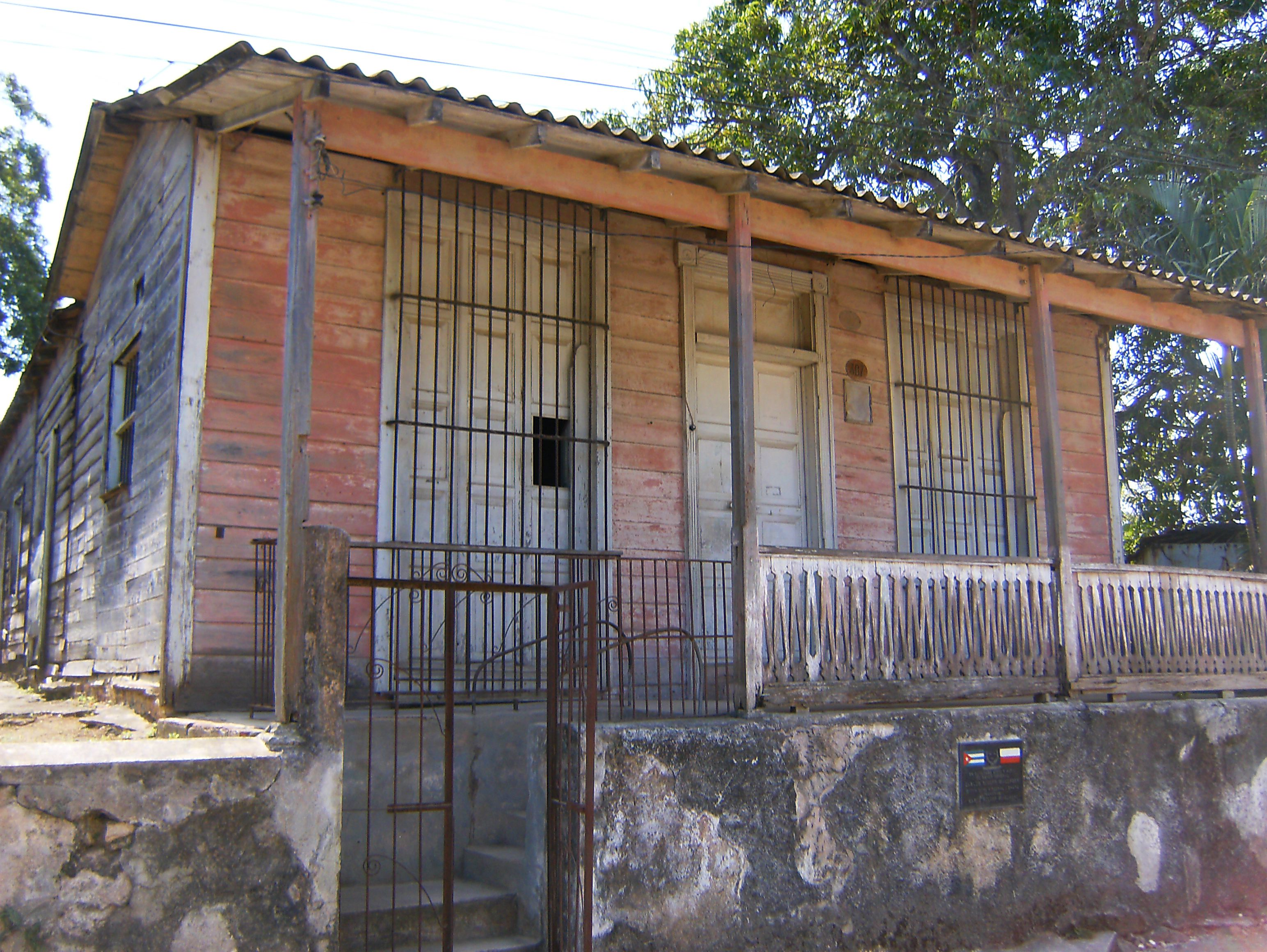
Dom, w którym Rolow spędził ostatnie lata życia.

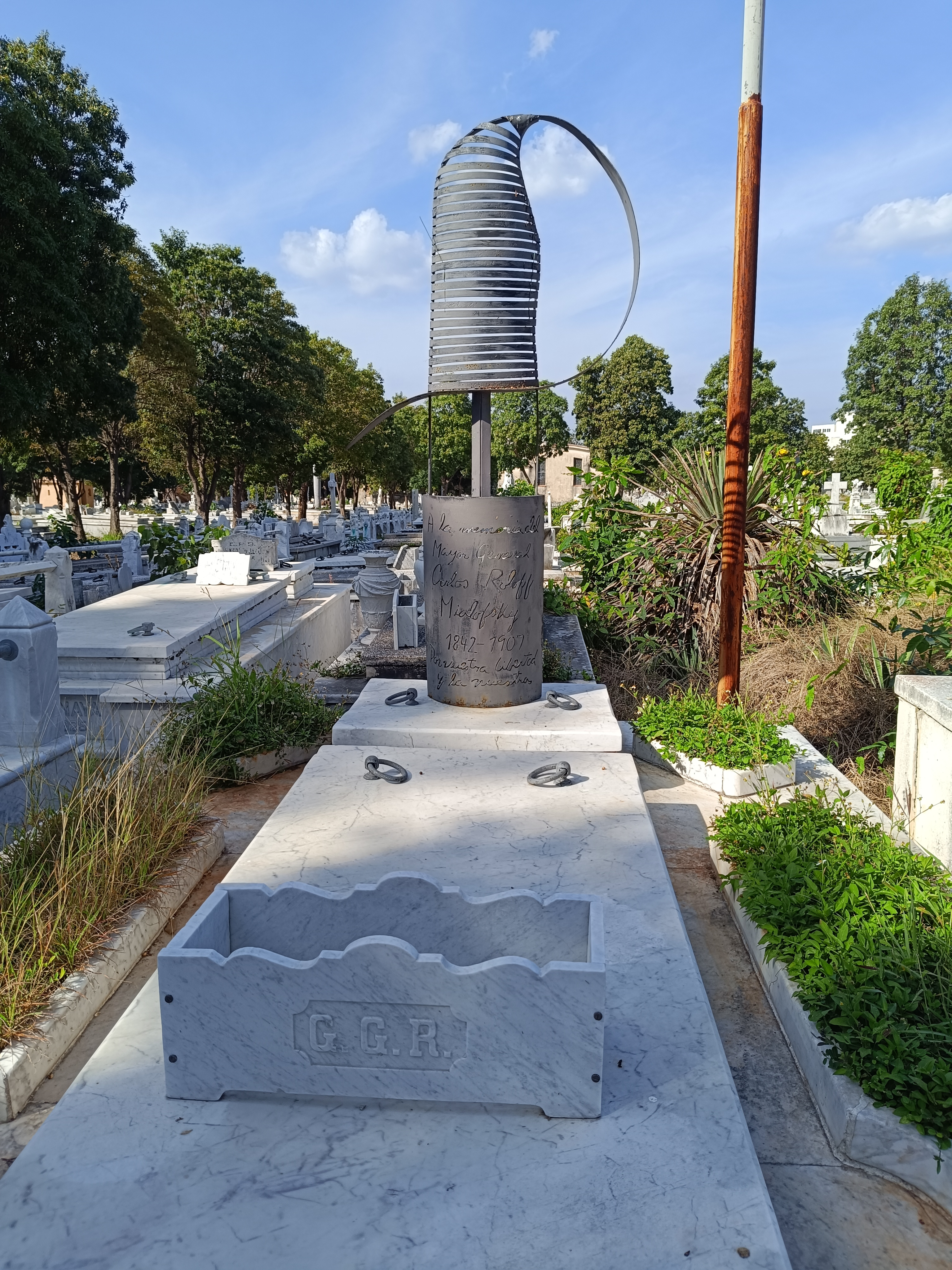
Grób Karola Roloffa-Miałowskiego na Cmentarzu Kolumba w Hawanie

15 listopada 1902 roku przyznano mu obywatelstwo kubańskie.
Pochowano go z honorami w mauzoleum poświęconym generałowi Calixto Garcia, a w 1921 trumnę przeniesiono do grobowca na Cmentarzu Kolumba (El Cementerio de Cristóbal Colón) w Hawanie.
Jest patronem kubańskiego urzędu podatkowego. Jego imię nosi też kubańska Wyższa Szkoła Oficerska.
Jego imię przyjęła Szkoła Podstawowa nr 8 w Oławie (od momentu założenia w 1985).